# ハルガヤ
ハルガヤ（学名：Anthoxanthum odoratum）は、イネ科・ハルガヤ属に分類される多年生植物である。甘い香りを持つ草であるため、英語では「sweet vernal grass」とも呼ばれ、芝や観葉植物として育てられる。

## 分布
ヨーロッパが原産地である。しかし、アフリカ、アジア、オセアニア、北アメリカ、南アメリカに外来種として移入分布する。日本では明治時代初期に北海道に、牧草として導入された。その後、さらに北海道のみならず、日本各地へと拡大していった。

## 特徴
茎の長さは25 cmから40 cmであり、幅が3 mmから5 mm程度の短い葉が付いている。初夏には、6 mmから10 mmの小穂で覆われた4 cmから6 cmの花が咲く。香りは乾燥させると特に強くなり、クマリンや安息香酸が成分として含まれるため、バニラを思わせる干し草のような香りがする。

## 栽培
春から秋にかけて、耕された土地に種子を播くと、4日から5日で発芽する。酸性の砂壌土を好む。商業用の牧草としては低い生産性だが、他の牧草が育ち難いような酸性の土壌でも栽培できる。
日本には牧草として導入されたものの、牧草としての生産性が低いため、牧草としては重要視されていない。ところで、ハルガヤに含有されるクマリンにはアレロパシー作用が有る。牧草地にハルガヤが侵入すると、ハルガヤのアレロパシー作用により、他の牧草の出芽と生育を阻害する。このため、むしろ日本の牧草地においては、雑草と認識されている。

## 写真集

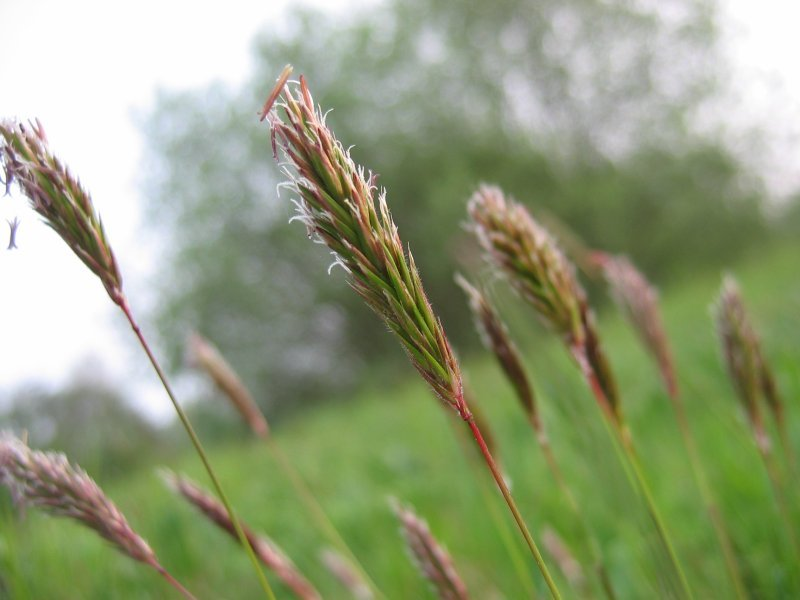
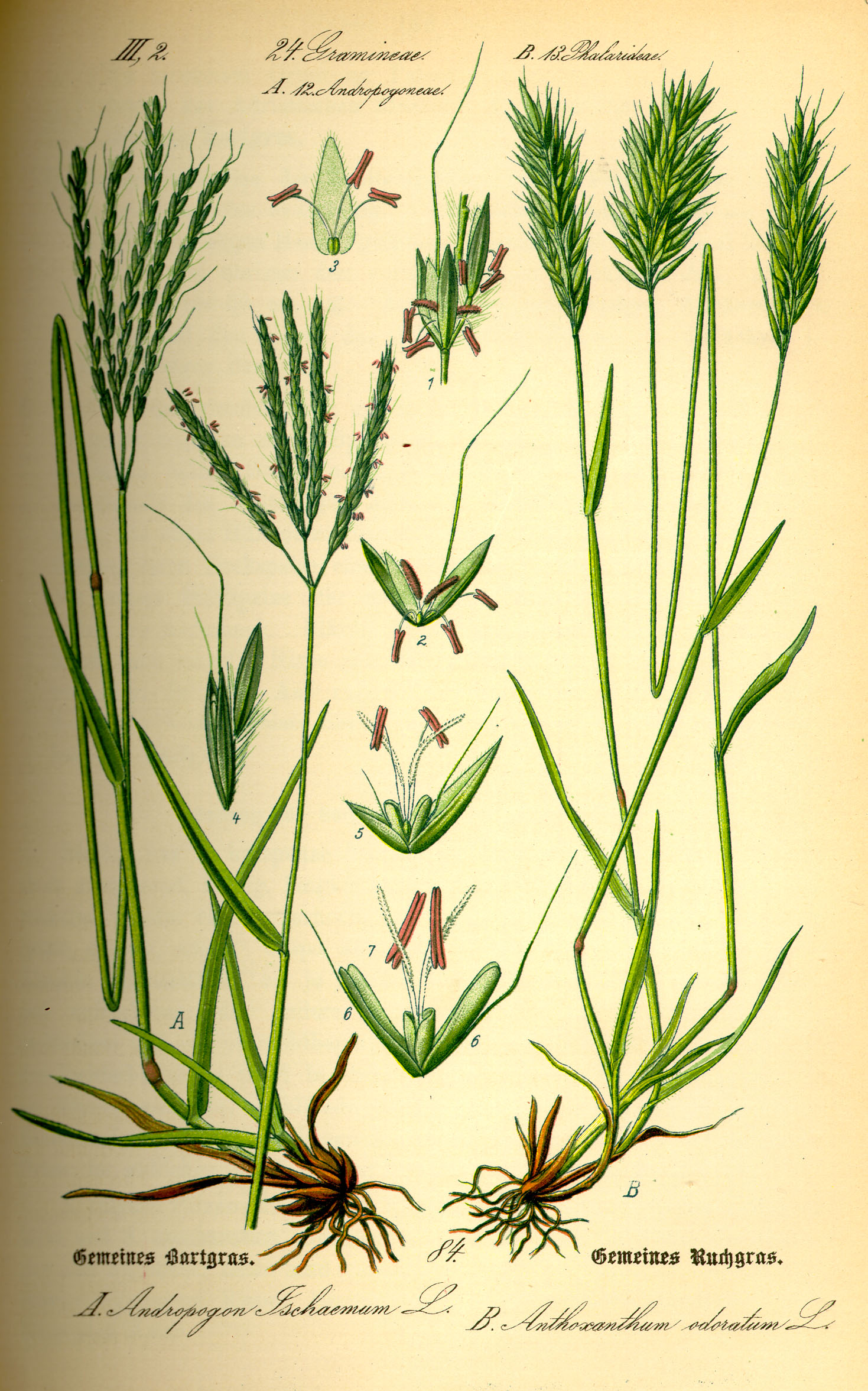
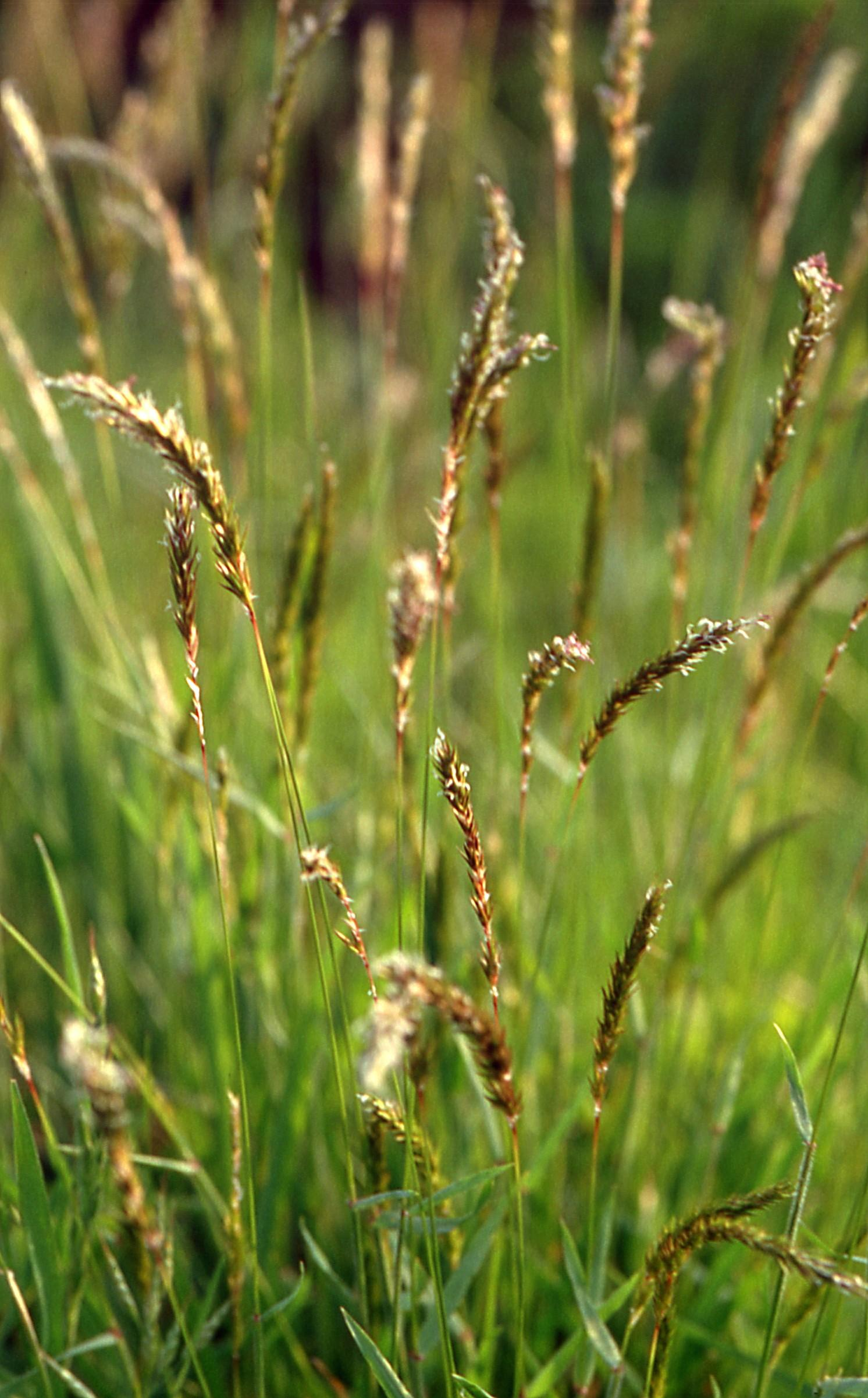
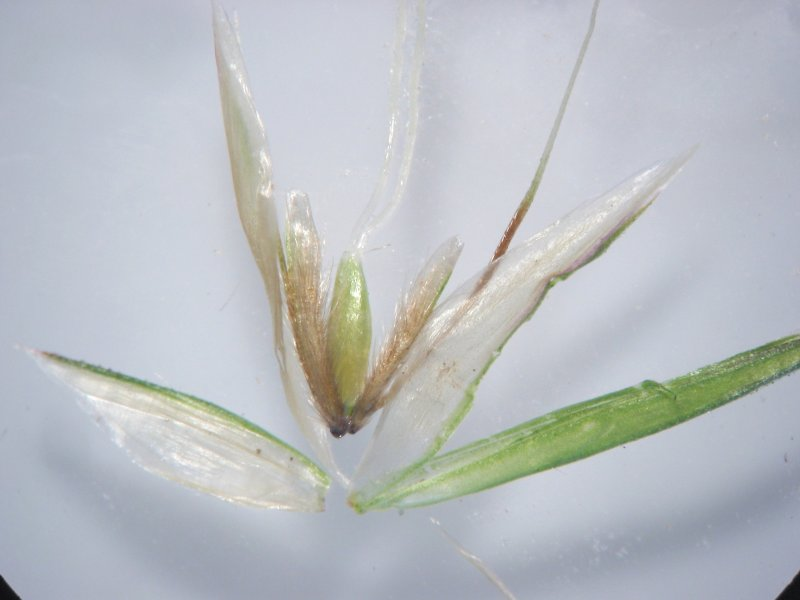
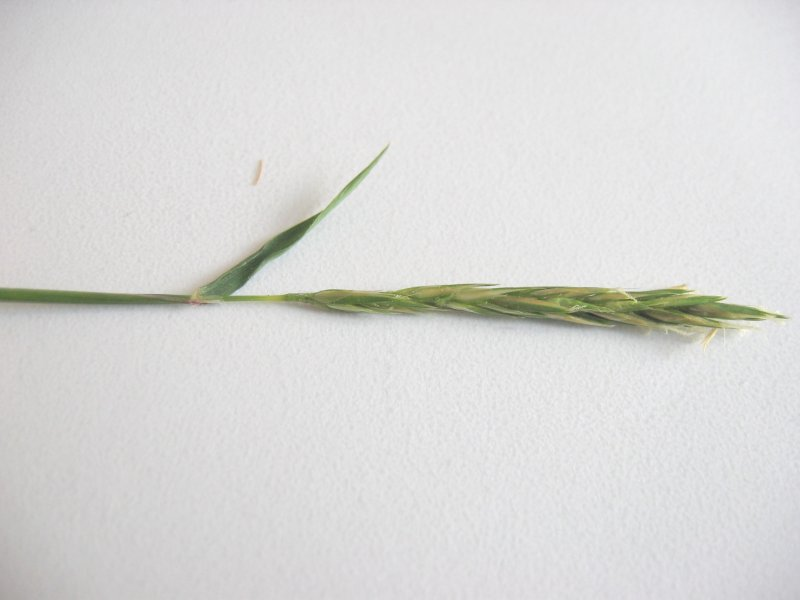
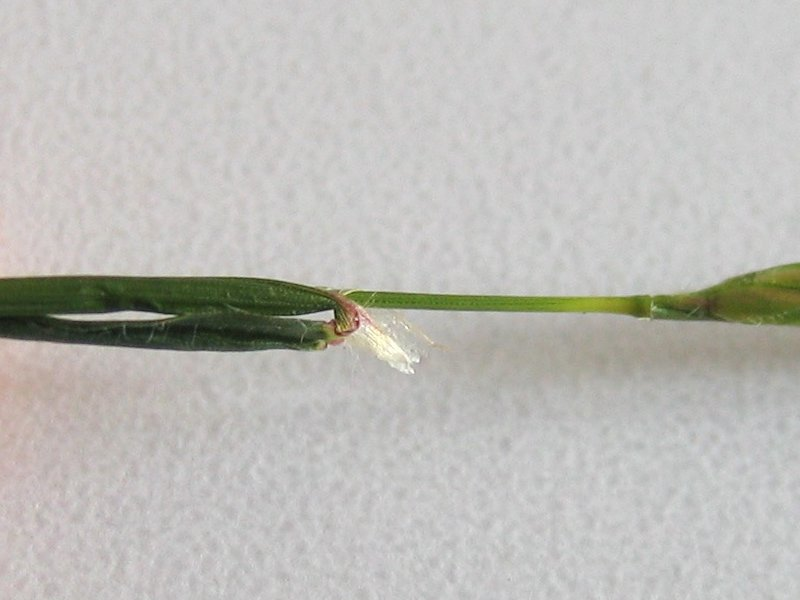
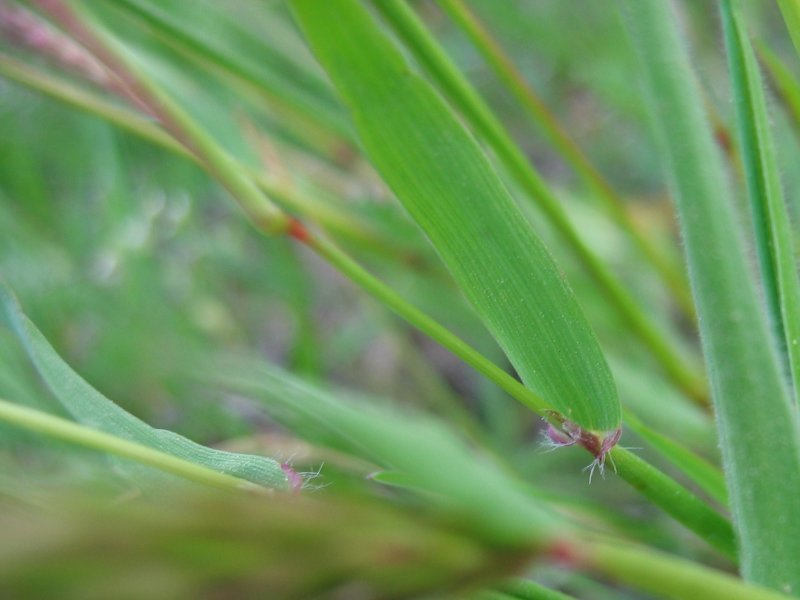
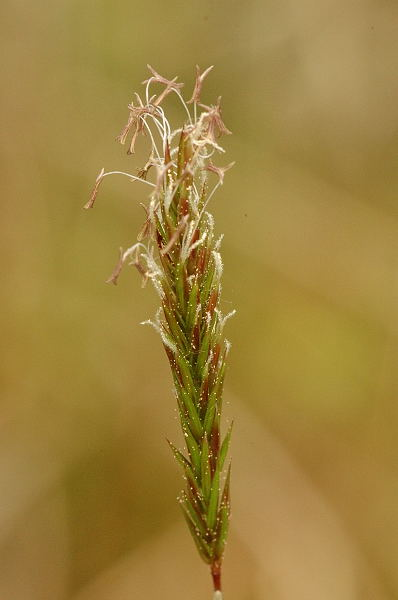
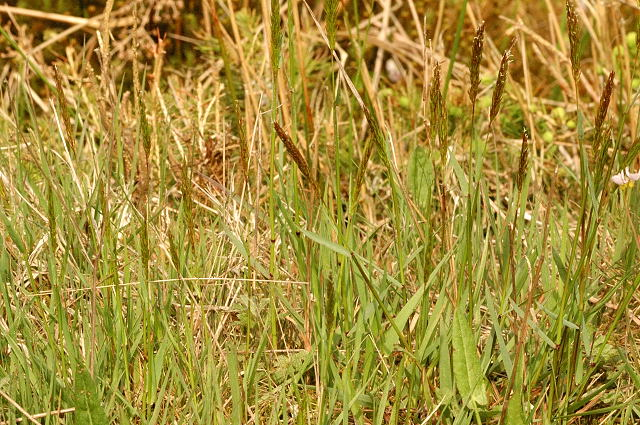
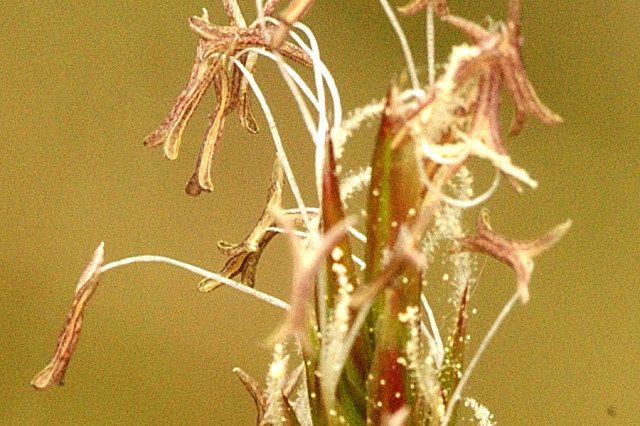